# Mathieu Halléguen
Mathieu Halléguen (né le 11 octobre 1988 à Quimper) est un coureur cycliste français. 

## Palmarès et résultats

### Palmarès par année
- 2006
  - 3e du Grand Prix de Beuzec-Conq
- 2007
  - Plaintel-Plaintel
  - 3e des Boucles Sérentaises
- 2008
  - Circuit du Mené :
    - Classement général
    - 2e étape

  - 3e du Grand Prix Gilbert Bousquet
  - 3e du Prix de la Saint-Laurent Espoirs
  - 3e du Grand Prix de Plouay amateurs
- 2009
  - Champion des Côtes-d'Armor
  - Tour d'Eure-et-Loir :
    - Classement général
    - 1re étape

  - Paris-Tours espoirs
  - 3e de la Route bretonne
  - 3e de Paris-Chalette-Vierzon
  - 3e du Grand Prix de Beuzec-Conq
- 2010
  - 2e de la Route bretonne
- 2013
  - Grand Prix des Filets Bleus
  - 3e du Grand Prix Gilbert Bousquet
  - 3e du Circuit d'Armorique
  - 3e du Grand Prix de Plouay amateurs
  - 3e du Grand Prix de Névez
- 2014
  - Grand Prix de la Saint-Michel
  - 2e de la Ronde du Porhoët
  - 2e du Grand Prix de Lorient-Lanveur
  - 3e du Grand Prix de Névez
- 2015
  - 2e du Grand Prix La Roche-aux-Fées
  - 2e du Grand Prix de Lorient-Lanveur
  - 3e du Grand Prix du Tridour
  - 3e du Grand Prix des Filets Bleus
- 2018
  - 3e du Circuit de la Vallée de Tréauray
  - 3e du Grand Prix de Lorient-Lanveur

### Classements mondiaux
| Année           | 2009 | 2010 | 2011 |
| --------------- | ---- | ---- | ---- |
| UCI Europe Tour | 397e | 752e | 723e |